# الوردة البيضاء (الحرب العالمية الثانية)
الوردة البيضاء (بالألمانية: Weiße Rose) كانت رمز حركة المقاومة الألمانية السلمية في ألمانيا النازية، كانت تتألف من طلاب من جامعة ميونخ وأساتذتهم، أكثرهم شهرة صوفي شول وهي الفتاة الوحيدة في الحركة، وشقيقها هانس شول. أصبحت جماعة معروفة عن طريق النشرات مجهولة المصدر وحملة الكتابة على الجدران، نَشِطتْ الحركة في يونيو 1942 حتى فبراير 1943، وكانت تدعو إلى معارضة نشطة لنظام أدولف هتلر.

## معرض صور

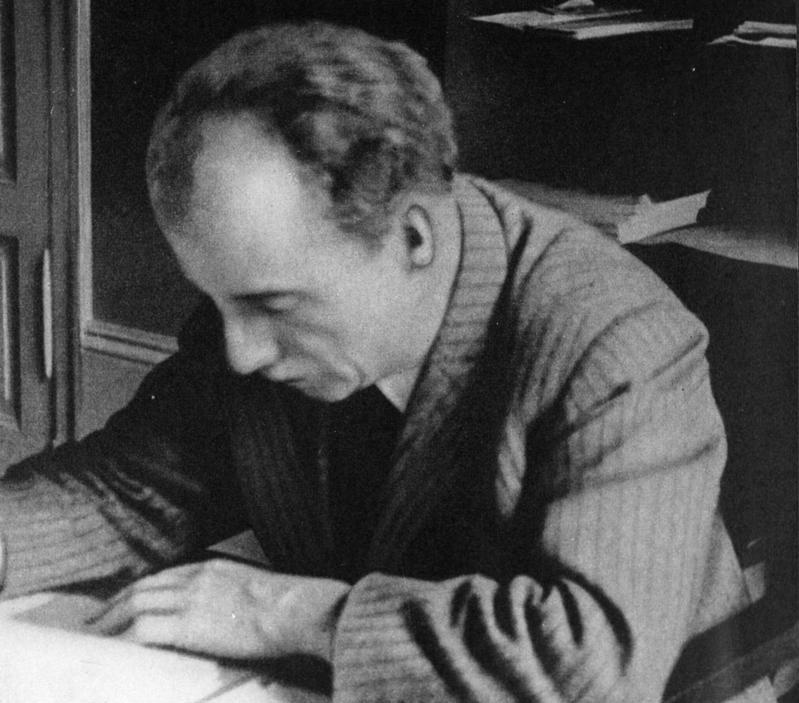
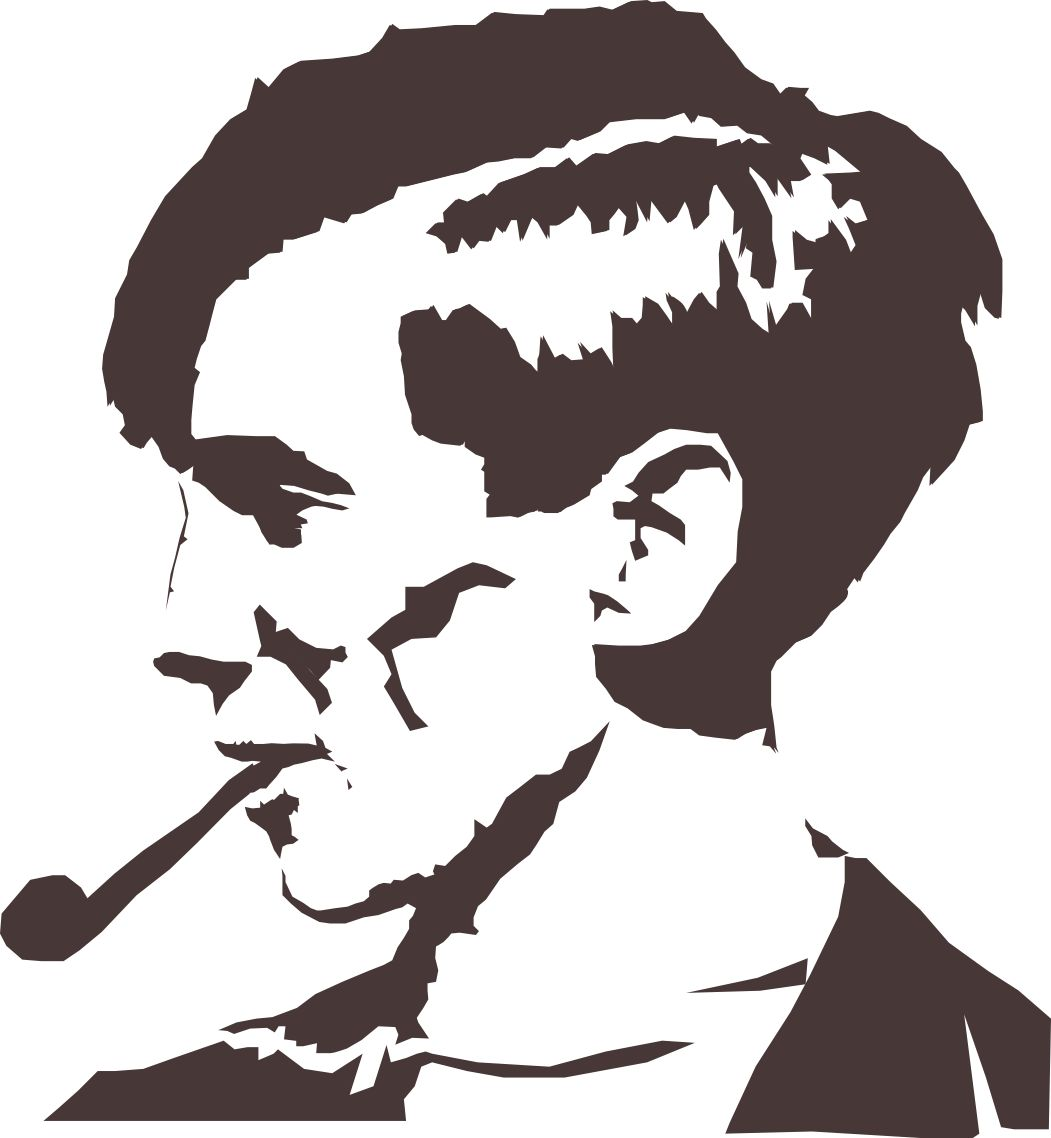